# ديليا أوينز
ديليا أوينز (ولدت في 4 أبريل 1949)، هي مؤلفة أمريكية وعالمة حيوان ومحافظة على البيئة. اشتهرت بروايتها «حيث يغني آل كراوداد» عام 2018. باعت روايتها أكثر من مليون نسخة خلال عام 2019.

## حياتها
قضت 22 عاماً في أفريقيا مع زوجها مارك، وكتبت تجربتها من قبل وظهرت في ثلاث كتب.

## الجوائز والتكريمات
- 1981 - جائزة رولكس للمؤسسات لمشروع بحث كالاهاري (مع الزوج السابق مارك أوينز)
- 1985 - جائزة جون بوروز (مع مارك أوينز)[4]
- 1993 - جائزة خريجي جامعة كاليفورنيا المتميزين[5]
- 1994 - وسام السفينة الذهبية (هولندا)[5]

## روابط خارجية
- "Elephants Under Fire, Upon Reflection, 1992 UWTV Classics". YouTube. UW Video. 14 فبراير 2014. مؤرشف من الأصل في 2024-03-22; Marcia Alvar's 1992 interview of Delia Owens{{استشهاد ويب}}:  صيانة الاستشهاد: postscript (link)
- "Delia Owens, "Where the Crawdads Sing"". YouTube. Politics and Prose. 22 سبتمبر 2019.